# 선교 (배)
선교(船橋) 또는 브리지(영어: bridge)는 하나의 선박 안에서 전체 선박을 지휘할 수 있는 공간을 말한다. 
군함에서는 함교(艦橋), 전문 용어로는 브릿지(Bridge)라 부르며, 항공모함에서는 아일랜드(Island), 잠수함에서는 세일(Sail)이라는 용어를 사용한다. 

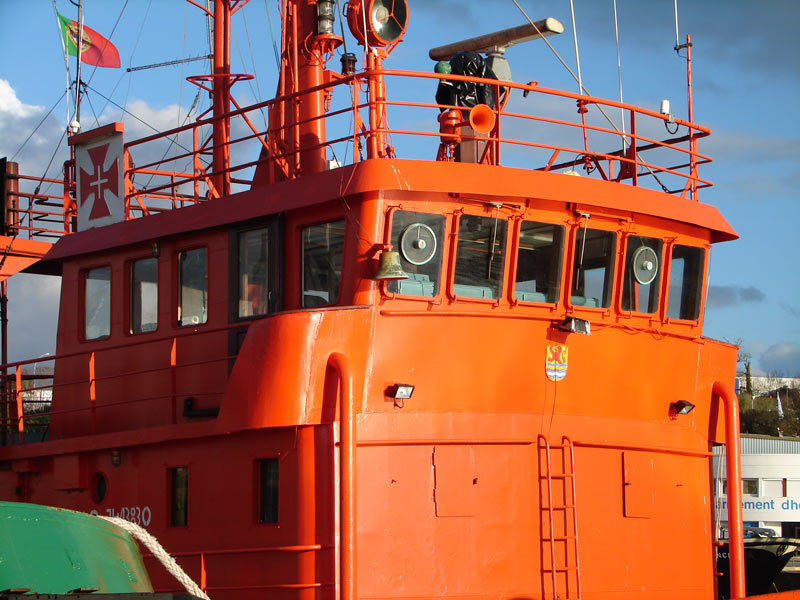
예인선 Leão Dos Mares의 선교. 개방된 나침반대와 레이다 안테나를 가지고 있으며, 조타실 위에 위치하고 있다. 창문에 붙은 동그란 기계는 선회창으로, 빠른 속도로 돌면서 기상과 관계 없이 시야를 확보할 수 있도록 도와준다.

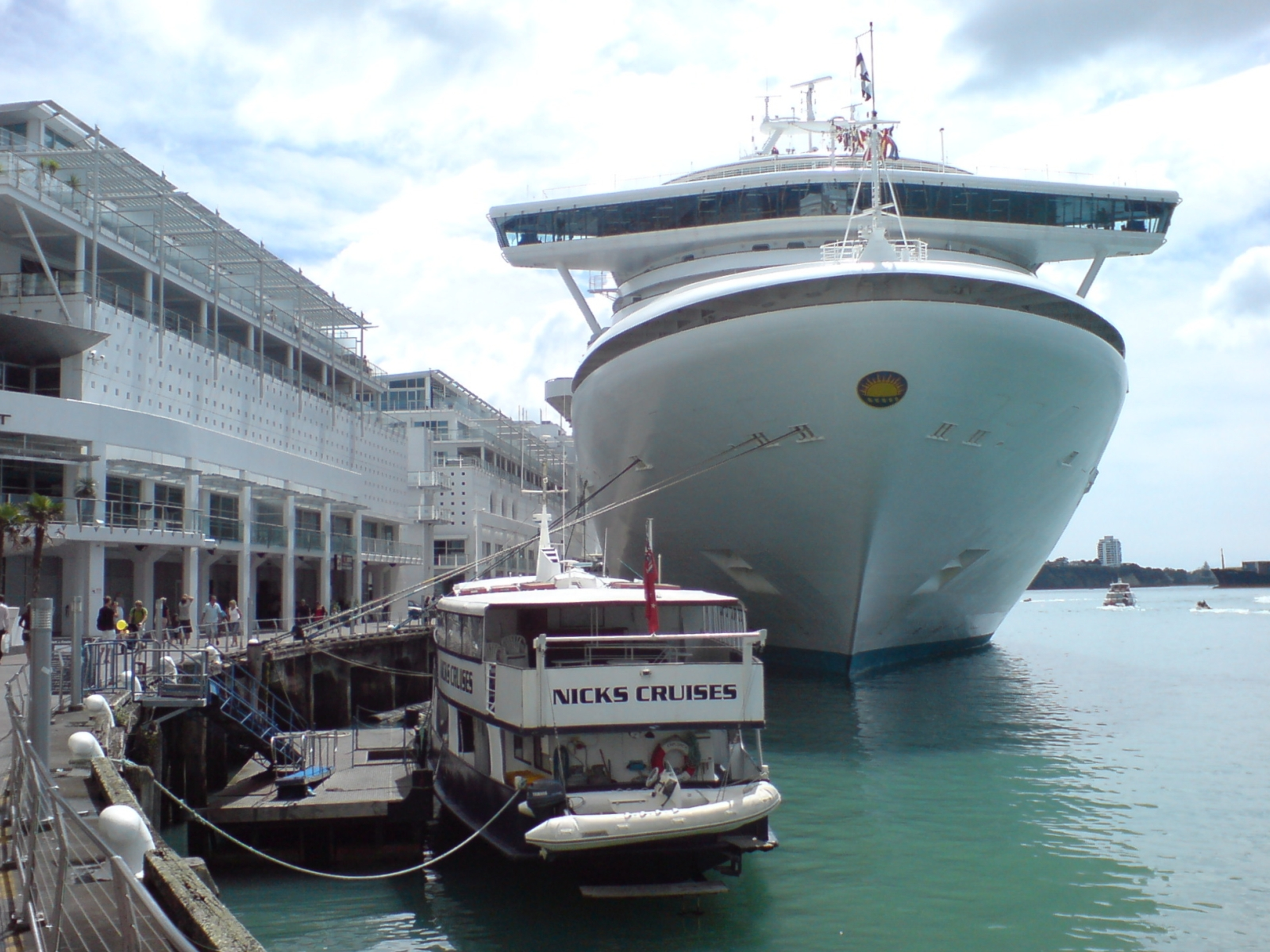
현대의 크루즈선의 선교는 선박 주변의 360도에 대한 개방된 시야를 가지고 있다.

조타실(wheelhouse)은 함교에 있는 밀폐된 공간으로, 선박의 운전대인 타륜(steering wheel)이 있는 곳이다. 오늘날 선교에는 조타실을 따로 두고 있지 않다.

## 선교의 변화
전통적으로, 범선에서는 선미 부근의 갑판에서 선장이 배를 지휘하곤 했다. 외륜선(외부에 돌아가는 노가 있는 증기선)의 등장 이후, 엔지니어들은 자신들이 외륜이 잘 돌아가는지 관찰할 수 있으면서, 선장의 시야를 외륜이 가리지 않는 공간이 필요했다. 따라서 외륜을 잇는 통로인 선교가 생기게 되었다. 시간이 흘러 스크류 프로펠러가 외륜선을 대체했음에도, 선교의 구조는 그대로 남았다.
전통적으로 원격 조종이 없던 시절에는 선교에 있는 경험있는 항해사로부터 명령이 내려져 실제 배를 조종하는 곳으로 퍼져나갔다. 선교에서 내려지는 방향 전환에 대한 명령은 조타실로 향했고, 엔진에 대한 명령은 엔진 명령 전신(engine order telegraph)을 통해 엔진룸에 있는 엔지니어들에게 내려졌다. 엔지니어들은 적절한 증기 압력과 엔진 회전을 조합해야 했다. 선교는 보통 주변 환경에 노출되어 있었으므로, 날씨로부터 보호되는 조함실(pilot house)에서 조함사(pilot)가 명령을 내리는 경우도 있었다.
전함들은 여러 개의 서로 다른 함교를 갖곤 했다. 항해용 함교는 실제 배를 움직이는데 사용되었고, 이와 분리된 전투지휘 함교는 보통 기함에서 함장의 전투 명령과 관련 없이 지휘관이 함대에 대한 전략적 지휘를 할 수 있도록 제공되었다. 예전의 전함에서는 핵심 지휘관들이 화재가 있더라도 명령을 내릴 수 있도록 무장한 조타탑(conning tower)을 가지곤 했다.
원격 조종 장치의 발달로 인해 실제 조종 권한은 함교로 점차 옮겨갔다. 함교에서 타륜과 엔진을 제어할 수 있게 되었기 때문에, 최근의 전함에서는 함교에서 명령을 내리고, 실제 무기 시스템은 전함 내부의 깊은 곳에서 제어되는 것이 일반적이다. 이렇게 중복된 지휘 방식은 지휘부가 무너질 경우에도 함선은 여전히 전투를 계속할 수 있도록 한다.

## 같이 보기
- 지휘 센터
- 제어실